# Heksen (film fra 1922)
Heksen (Svensk: Häxan; Engelsk: The Witches; vist i USA i 1968 som Witchcraft Through the Ages) er en svensk/dansk stumfilm fra 1922 skrevet og instrueret af Benjamin Christensen og produceret af AB Svensk Filmindustri. Filmen er indspillet i Danmark i 1920–1921 med dansk fotograf og skuespillere og indeholder elementer af gys. Med en blanding af dokumentarlignende fortællinger og dramatiserede sekvenser gennemgår filmen de historiske rødder og den overtro, der omgav heksetro, med udgangspunkt i middelalderen og frem til det 20. århundrede. Blandt andet baseret på Christensens studie af Malleus Maleficarum, en tysk vejledning for inkvisitorer fra det 15. århundrede, fremføres det i Heksen, at hekseforfølgelser kan have haft udgangspunkt i misforståelser af mentale og neurologiske lidelser, der udløste massehysteri.
Christensens detaljerede genskabelse af middelalderlige miljøer betød sammen med den lange produktionstid, at filmen blev den dyreste skandinaviske stumfilm, der nogensinde er lavet, med en pris på næsten to millioner svenske kroner. Skønt den blev ret positivt modtaget i Danmark og Sverige, opponerede censorerne i Tyskland, Frankrig og USA mod, hvad der på den tid blev opfattet som alt for udpenslet fremstilling af tortur, nøgenhed og seksuelle afvigelser, kombineret med antiklerikale indslag.
I 1968 udsendte Metro Pictures Corporation en nyredigeret udgave af Heksen i USA med titlen Witchcraft Through the Ages. Den nye version havde et lydspor på engelsk, indtalt af William S. Burroughs. Den svenske udgave, Häxan, er blevet restaureret tre gange af Svenska Filminstitutet, i henholdsvis 1976, 2007 og 2016. Siden premieren er Heksen blevet rost for sin kombination af dokumentarlignende og fortællende indhold og for sit visuelle billedsprog, og den er blevet omtalt som Christensens mesterværk.

## Handling

### Afsnit 1
En akademisk afhandling om opfattelsen af djævle og hekse i primitiv og middelalderlig kultur. I dette første afsnit af filmen anvendes bogsider, malerier og træsnit som illustrationer. Desuden er der flere store modeller, som bruges til at vise den middelalderlige opfattelse af solsystemets opbygning og til at illustrere den gængse opfattelse af, hvordan Helvede så ud.

### Afsnit 2
Anden del af filmen er en serie af episoder, der skal illustrere middelalderlig overtro og forestillinger vedrørende trolddom, for eksempel Satan, der frister en sovende kvinde til at forlade ægtesengen, og derefter terroriserer en gruppe munke. Man ser også en kvinde, der køber en elskovsdrik af en formodet heks ved navn Karna, for at forføre en munk. Endvidere en formodet heks ved navn Apelone, der har en drøm om at vågne op i en borg, hvor Satan forærer hendes mønter, hun ikke kan fastholde, og hvor der afholdes festligheder, hun ikke kan deltage i.

### Afsnit 3–5
Handlingen udspilles i middelalderen, og historien skal demonstrere, hvordan de religiøse myndigheder behandlede mistænkte hekse. En bogtrykker ved navn Jesper dør i sin seng, og hans familie anklager efterfølgende en gammel kvinde, væversken Maria, for at have forårsaget hans død med trolddom. Jespers hustru Anna opsøger den omrejsende inkvisition, og i desperation griber hun en af dommerne i armen og beder om, at de undersøger om Maria har dyrket heksekunst.
Maria bliver anholdt, og efter hun er blevet torteret af inkvisitorerne, tilstår hun at have været indblandet i hekseri. Hun tilstår at have født Satans børn, at være blevet smurt ind i heksesalve og at have deltaget i en heksesabbat, hvor hun påstod at hekse og troldmænd vanhelligede et kors, festede med dæmoner og kyssede Satans bagdel. Hun angiver andre påståede hekse, herunder to kvinder fra Jespers husstand. Til sidst bliver Anna også anholdt, fordi den inkvisitator, hvis arm hun har berørt, anklager hende for at have forhekset ham. Hun bliver narret til at give, hvad der tolkes som en tilståelse, og dømmes til at blive brændt på bålet. Mellemtitlerne påstår, at over otte millioner kvinder, mænd og børn blev brændt for hekseri. (I en lydkommentar fra 2001 udtaler filmforskeren Casper Tybjerg, at det virkelige antal snarere lå omkring 50.000. I en artikel udgivet af Criterion Collection skriver forfatteren og forskeren Chloé Germaine Buckley, at antallet ligger omkring 80.000.)

### Afsnit 6–7
I den sidste del af filmen gøres der et forsøg på at vise, hvordan man har fået mere indsigt i tidligere tiders overtro. Christensen påpeger, hvordan truslen om brug af middelalderens torturredskaber kan have fået anklagede for kætteri til at tilstå meddelagtighed i trolddom. Skønt han ikke afviser djævelens eksistens, påstår Christensen, at de, der blev beskyldt for hekseri, måske har lidt af, hvad man i moderne tid vil betegne som mentale eller neurologiske lidelser. Man ser en nonne ved navn søster Cecilia, der tvinges af Satan til at vanhellige nadveren og til at stjæle en statue af Jesusbarnet. Hendes handlinger stilles derefter overfor fremstillinger af en søvngænger, en pyroman og en kleptoman. Det antages, at den type handlinger i middelalderen ville blive opfattet som påvirket af dæmoner, mens det moderne samfund ser dem som psykologiske lidelser (omtalt i filmen som hysteri).

## Medvirkende
De medvirkende i Heksen omfatter:
- Benjamin Christensen som Djævelen.
- Ella la Cour som troldkvinden Karna.
- Emmy Schønfeld som Karnas medhjælper.
- Kate Fabian som den gamle tjenestepige.
- Oscar Stribolt som den tykke munk.
- Wilhelmine Henriksen som Apelone
- Astrid Holm som Anna, gift med bogtrykkeren Jesper.
- Elisabeth Christensen som Annas mor.
- Karen Winther som Annas søster.
- Maren Pedersen som heksen (væversken Maria). [10]
- Johannes Andersen som fader Henrik, heksedommer.
- Elith Pio som Johannes, heksedommer.
- Aage Hertel som heksedommer.
- Ib Schønberg som heksedommer.
- Holst Jørgensen som Ole Kighul.
- Clara Pontoppidan som søster Cecilia, nonne.
- Elsa Vermehren som nonne, flagellant.
- Alice O'Fredericks som nonne.
- Gerda Madsen som nonne.
- Karina Bell som nonne.
- Tora Teje som kvinde med hysteri.
- Poul Reumert som guldsmed.
- H.C. Nilsen som guldsmedens medhjælper.
- Albrecht Schmidt som psykiateren.
- Knud Rassow som anatomen.

## Temaer og tolkninger
Forfatteren Chris Fujiwara gør opmærksom på, hvordan filmen "med samme filmiske udtryksform blander fakta og fiktion, objektive realiteter og hallucination." Han skriver, at "Den realisme, der kendetegner opsætningen og udførelsen af de fantasibaserede scener, ikke adskiller sig synderligt fra de diskussionsprægede, som vi ikke har nogen grund til at afvise som baserede på realiteter." På den måde bliver publikum ført "ind i et rum, hvor det irrationelle element hele tiden står klar til at indgå, på makaber vis."
Fujiwara fremhæver en sekvens i filmen, hvor Christensen påstår, at skuespillerinden Maren Pedersen, i en pause mellem optagelserne, "løftede sit trætte ansigt mod mig og sagde: Djævelen findes. Jeg har set ham sidde på min sengekant." Fujiwara skrev: "Christensen var utvivlsomt bevidst om sammenhængen mellem filmrollens tilståelse til inkvisitorerne og skuespillerens tilståelse til ham, mellem torturscenerne og hans kamera. Ved at sammenligne sin egen virksomhed som instruktør med inkvisitorernes handlinger, bliver Christensen en frontfigur i en selvkritisk tradition i filmverdenen ,der senere kommer til at omfatte Jean-Luc Godard og Abbas Kiarostami."
Akademikeren Chloé Germaine Buckley betegnede Heksens gennemgang af trolddom som "pseudo-feministisk", og skrev: "Christensen fokuserer på historien om heksekunst for at vise, hvordan undertrykkelsen af kvinder har antaget forskellige former i forskellige historiske perioder. Christensen brugte de tanker, der lå i samtidens psykoanalytiske teori til at antage en sammenhæng mellem aktuelle diagnoser for hysteri og den europæiske heksejagt i middelalderen og begyndelsen af den nyere tid. Denne sammenligning fremstiller lægen fra det 20. århundrede, som fastholder ængstelige unge kvinder i sin klinik, i rollen som inkvisitator." Buckley forbinder eksemplerne på heksekunst i Heksen, i form af hekse, der fortærer spædbørn eller forvandler sig til dyr, med opfattelsen af "illegitim kvindemagt" og fremfører, at "den stereotype onde heks er blevet et bekvemt redskab i udbredelsen af misogynistiske opfattelser." Hun bemærker også, at filmen postulerer "en sammenhæng mellem køn og socialklasse: Hekse er ikke blot kvinder, de er fattige kvinder."
I omtalen af scenerne med søster Cecilia, der bliver påvirket af Satan i filmens sidste to afsnit, hævder forfatteren Alain Silver, at der er et underliggende tema omkring seksuel undertrykkelse. Han påstår, at filmen har et "budskab om libertarianisme", hvor den dæmoniske besættelse er resultatet af "unaturlig seksuel afholdenhed, som kræves af de unge nonner. Filmen følger derfor stort set en freudiansk linje, der knytter besættelse til hysteri. Denne ide er baseret på, at undertrykte seksuelle lyster er dynamiske, og at i stedet for at være latente finder de aktivt vej til tilfredsstillelse i overdrevne og ekstreme former".

## Produktionen
Benjamin Christensen fandt en udgave af Malleus Maleficarum i en boghandel i Berlin og brugte derefter to år - fra 1919 til 1921 — på at studere lærebøger, illustrations og afhandlinger om hekse og hekseforfølgelse. Han lod en omfattende bibliografi indgå i filmens oprindelige trykte program til premieren. Det var hans hensigt at skabe en helt ny film, i stedet for blot at tolke litterær fiktion, hvilket var sædvanligt for datidens film. "I princippet er jeg imod disse fortolkninger ... Jeg forsøger at finde frem til originale film".
Christensen opnåede at få kapital fra det store svenske produktionsselskab Svensk Filmindustri. Dem foretrak han frem for de lokale danske studier, så han kunne få total kunstnerisk frihed. Han brugte nogle af pengene til at købe og istandsætte Astra filmstudiet i Hellerup. Indspilningen fandt sted fra februar til oktober 1921. Christensen og filmfotografen Johan Ankerstjerne lavede kun optagelser om natten eller i et helt lukket studie for at at fastholde filmens mørke tone. Efter et års redigeringsarbejde fik filmen premiere i efteråret 1922. Den samlede udgift for Svensk Film, inklusive istandsættelsen af Astra filmstudiet, løb op i mellem 1,5 og to mio. svenske kroner, og det gjorde Heksen til den dyreste skandinaviske stumfilm nogensinde.

### Specialeffekter
Filmen bruger forskellige specialeffekter i sin beskrivelse af det okkulte, blandt andet dukkefilm og stop-motion. De forskellige dæmoner skildres af skuespillere, der er sminket med brug af specialeffekter; der bruges dobbelteksponering til at vise hekse, der flyver over landsbyer og som har ud-af-kroppen-oplevelser mens de sover, og der bruges baglæns afspilning i en sekvens for at få mønter til at se ud som om de flyver fra et bord op i luften.

## Musik
Heksen har været opført med skiftende underlægningsmusik i årenes løb. Ved premieren i Sverige var akkompagnementet sammensat af eksisterende kompositioner og var godkendt med ros fra instruktøren. Detaljerne om de valgte værker er gået tabt, men det er sikkert de samme, som indgik i den dokumenterede musik ved premieren i København to måneder senere. I København blev musikken fremført af et orkester med 50 musikere og partituret omfattede stykker af Schubert, Gluck og Beethoven. Underlægningsmusikken blev genskabt og genindspillet med et mindre ensemble af arrangøren og dirigenten Gillian Anderson til DVD-udgivelsen i 2001 på Criterion Collection.

## Versioner
Filmen havde præmiere den 18. september 1922 i fire svenske byer på én gang — Stockholm, Helsingborg, Malmö og Göteborg— hvilket var usædvanligt i Sverige på den tid. Heksen fik sin danske premiere i København den 7. november 1922, og blev genudgivet i Danmark i 1941 med en udvidet indledning af Benjamin Christensen. Teksterne mellem scenerne var også ændrede i denne udgave.
I 1968 blev Heksen redigeret og genudgivet af Metro Pictures Corporation i USA med titlen Witchcraft Through the Ages. I denne udgave indgik et lydspor med William S. Burroughs som fortæller og med musik i form af jazz, skrevet af Daniel Humair og indspillet af en kvintet med Jean Luc Ponty på violin.

## Modtagelse

### Samtidens anmeldelser
Heksen fik halvkølige anmeldelser fra kritikerne, da den fik premiere. Akademikeren James Kendrick skrev, at anmelderne "var forvirrede over den grænseoverskridende æstetik." Dens emnevalg var også kontroversielt. En samtidig kritiker fra Variety roste skuespillernes indsats, opsætningen og de mange scener med "uforfalsket gys", men tilføjede, at "selv om det er en vidunderlig film, er den absolut uegnet til offentlig fremvisning." En anmelder fra København var på samme måde stødt over "den sataniske, perverterede grusomhed, der flammer fra den, en grusomhed vi alle ved har forfulgt os til alle tider, som et ondt, låddent bæst, menneskehedens kimære. Men når den bliver fanget, spær den så inde i en celle, i et fængsel eller et sindssygehospital. Lad være med at præsentere den med musik af Wagner eller Chopin, [...] for unge mænd og kvinder, som er gået ind i biografteatrets fortryllede verden."
Omvendt skrev en kritiker fra The New York Times i 1929: "Filmen er i hovedsagen fantastisk udtænkt og instrueret, og den fastholder tilskueren i en form for middelalderlig fortryllelse. De fleste af de medvirkende ser ud som om de er trådt lige ud af primitive malerier." Filmen fik efterhånden også kultstatus blandt surrealister, som beundrede dens undergravning af samtidens kulturelle normer.

### Retrospektive vurderinger
Heksen har fået status blandt anmeldere og filmforskere som Benjamin Christensens bedste film. På hjemmesiden Rotten Tomatoes bliver filmen godkendt af 91 procent, og den gennemsnitlige værdi er 7,5/10, baseret på 22 anmeldelser. Heksen er med i filmbogen 1001 Movies You Must See Before You Die af Steven Jay Scheider, som skriver: "Med lige dele akademisk skoleridt, der dels sammenstiller ældgamle rædsler med misopfattelser af sindslidelser, dels leverer en lysten gyser, er Heksen et virkeligt enestående værk, der stadig kan ryste tilskueren, selv i vor blaserte tidsalder." Forfatteren James J. Mulay roste filmens sminkning, kulisser, kostumer og rollebesætning, og desuden Christensens "dynamiske kombination af sceniske tricks og nyskabende kameraarbejde ... (som han bruger) til at skabe sin fantastiske verden."
David Sanjek fra PopMatters skrev: "Den blændende måde, hvorpå Heksen skifter fra illustreret foredrag til historisk reenactment og videre til specialeffekter med hekse på kosteskafter og til dramatisering i samtidens beklædning, peger frem mod anvendelsesmåder for dokumentarer, som andre først begyndte at anvende mange år ud i fremtiden." Peter Cowie argumenterede på samme måde i Eighty Years of Cinema for, at filmen havde etableret Christensen som "en auteur med usædvanlig fantasi og med en sans for billeder, der var langt forud for sin tid." Time Out London omtalte filmen som et "sælsomt og ret vidunderligt sammenbryg af fiktion, dokumentar og animation". Filmkritikeren Leonard Maltin gav filmen tre ud af fire mulige stjerner og roste den for at være "visuelt overvældende" og "virkelig skræmmende". Desuden fremhævede han instruktørens indsats i rollen som Satan.
Dave Kehr fra the Chicago Reader havde en hypotese om, at filmens "hændelsesbaserede og retoriske struktur [...] ville have tiltalt Jean-Luc Godard", og han skrev, at "Christensen tilsyneladende havde tænkt, at Heksen skulle være et seriøst studie af heksekunst (som han diagnosticerede, med en tidlig "pop-Freud" konklusion, som kvindeligt hysteri), men at det han egentlig leverede var et påskud for sadistisk pornografi. Med tiden er filmens indflydelse vokset: I stedet for at fremstå som pudsige, har nøgenscenerne og fokus på afføring nu fået en skrøbelig, ildevarslende karakter - de virker som overlevende fra en fortidig, usund fantasi."

## Restaurering og digitale medier
Svenska Filminstitutet har gennemført tre restaureringer af Heksen:
- 1976: En fotokemisk lysning.
- 2007: En fotokemisk lysning
- 2016: En digital lysning.

Restaureringen fra 1976 udkom på DVD i USA og i Storbritannien i 2001 som en del af Criterion Collection og på Tartan Video, sammen med Witchcraft Through the Ages. Restaureringen fra 2007 blev udgivet på DVD i Sverige af Svenska Filminstitutet. I 2019 genudgav Criterion Collection udgaven fra 2016 på Blu-ray i USA.